# 杰纳扎诺

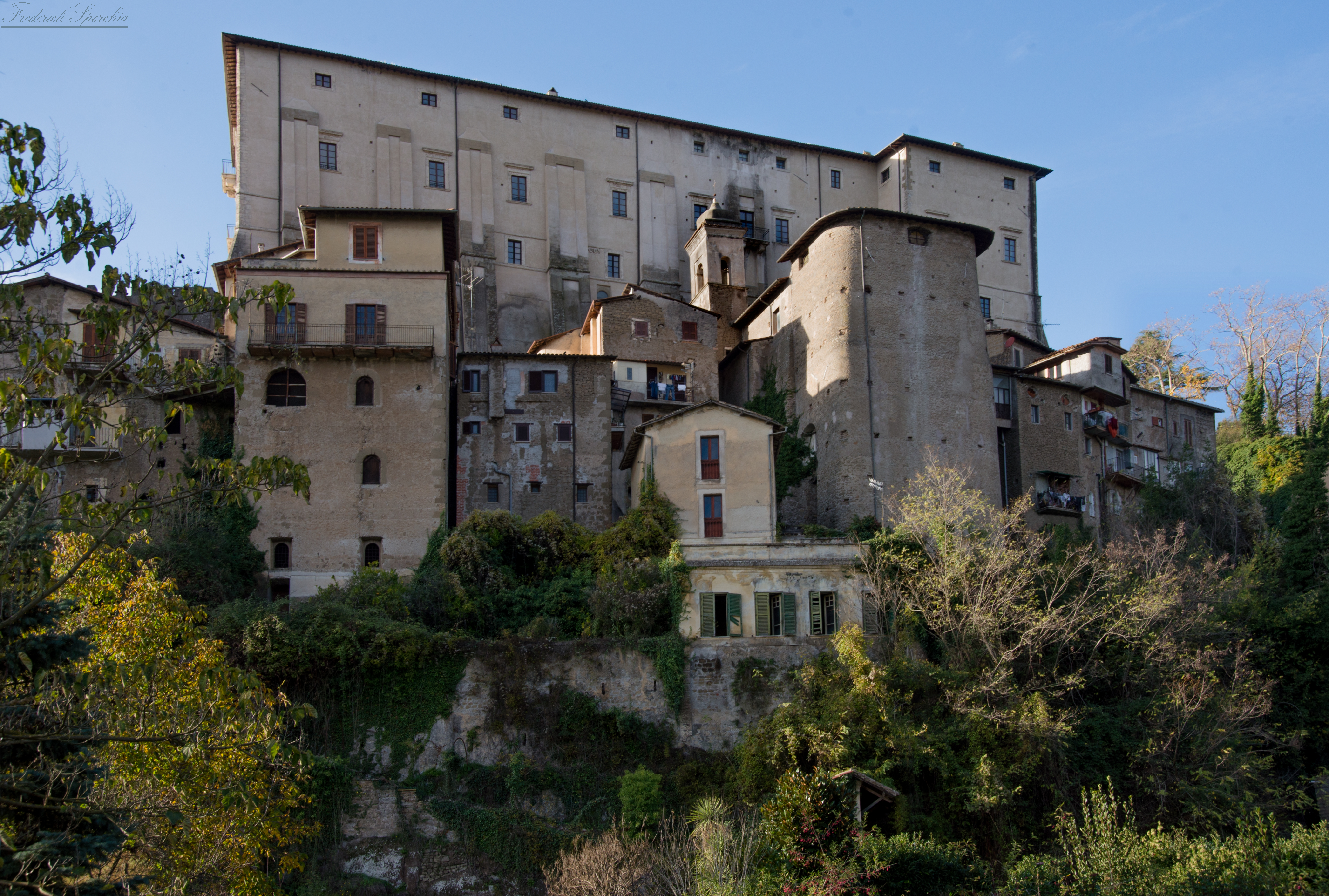
城堡和教堂

杰纳扎诺（義大利語：Genazzano）是意大利拉齐奥大区罗马首都广域市的一个市镇，面积32.04平方公里，人口5,823人（2007年）。